# Organización Mundial de Aduanas
La Organización Mundial de Aduanas (OMA) (WCO, siglas en inglés de World Customs Organization) es un organismo internacional dedicado a ayudar a los países miembros (normalmente representados por las respectivas aduanas) a cooperar y estar comunicados entre ellos en materia aduanera. Fue fundada en 1952 como el Consejo de Cooperación Aduanera, nombre que utilizó hasta 1994, año en que se cambió por el vigente.
Su sede está en Bruselas, Bélgica, y su labor contribuye a desarrollar reglas consensuadas en procedimientos aduaneros, así como a prestar asistencia y aconsejar a los servicios de aduana.
La OMA ha establecido una clasificación estándar a nivel internacional de productos llamado Sistema Armonizado de Designación y Codificación de Mercancías o Sistema Armonizado a secas, que administra los aspectos técnicos de los Acuerdos de la Organización Mundial del Comercio (OMC) sobre Valoración en Aduana y Reglas de Origen.
La OMA se destaca por su trabajo en áreas que cubren el desarrollo de convenciones, instrumentos y herramientas internacionales sobre temas tales como clasificación de productos básicos, valoración, reglas de origen, recaudación de ingresos aduaneros, seguridad de la cadena de suministro, facilitación del comercio internacional, actividades de aplicación de las aduanas, la lucha contra la falsificación en apoyo de los derechos de propiedad intelectual (DPI), la lucha contra las drogas, el comercio ilegal de armas, la promoción de la integridad, la entrega sostenible, la creación de capacidad para ayudar con la reforma y la modernización de las aduanas.
Cuenta con 183 países miembros, y su actual secretario general es Ian Saunders (2024-).
La OMA no interviene en disputas comerciales o relativas a las tarifas, ya que de esto se encarga la Organización Mundial del Comercio. 
En junio de 2005, se adoptó el programa SAFE, un convenio internacional que contiene 17 estándares para aumentar la seguridad, facilidades comerciales, la lucha contra la corrupción y la recolección de impuestos.
El órgano rector de la OMA, el Consejo, se apoya en las competencias de una Secretaría y de diversos comités técnicos y consultivos para cumplir su misión. La Secretaría se compone de más de 100 funcionarios internacionales, expertos técnicos y personal administrativo de diferentes nacionalidades.
Como foro de diálogo e intercambio de experiencias entre los delegados de las Administraciones de Aduanas nacionales, la OMA ofrece a sus miembros una serie de convenios y otros instrumentos internacionales, así como servicios de asistencia técnica y de capacitación prestados directamente por la secretaría o con su participación. La secretaría también apoya activamente a sus miembros en sus esfuerzos por modernizar y fortalecer sus capacidades en sus administraciones aduaneras nacionales.
Además del papel esencial que desempeña la OMA en la estimulación del crecimiento del comercio internacional lícito, sus esfuerzos por combatir las actividades fraudulentas también son reconocidos internacionalemnte. El enfoque de alianza que impulsa la OMA es una de las claves de las relaciones entre las administraciones aduaneras y sus socios. Al promover un entorno aduanero honesto, transparente y previsible, la OMA contribuye directamente al bienestar económico y social de sus miembros.
Finalmente, en un contexto internacional caracterizado por la inestabilidad y la amenaza terrorista siempre presente, la misión de la OMA, destinada a reforzar la protección de la sociedad y el territorio nacional, asegurar y facilitar el comercio internacional, adquiere pleno sentido.
Hoy, la OMA representa a 183 administraciones de aduanas en todo el mundo que procesan colectivamente aproximadamente el 98% del comercio mundial. Como centro global de experiencia en aduanas, la OMA es la única organización internacional con competencia en asuntos aduaneros y puede llamarse con razón la voz de la comunidad aduanera internacional.

## Historia
La historia de la Organización Mundial de Aduanas comenzó en 1947, año en el cual los trece Gobiernos representados en el Comité de Cooperación Económica europea acordaron crear un Grupo de estudio. Este Grupo examinó la posibilidad de establecer una o más uniones aduaneras entre los diferentes países europeos, considerando los principios del Acuerdo General sobre Aranceles Aduaneros y Comercio (GATT).
En 1948, el Grupo de estudio creó dos comités, uno económico y el otro aduanero. El comité económico fue el predecesor de la Organización de Cooperación y de Desarrollo Económico (OCDE), y el comité aduanero pasó a ser el Consejo de Cooperación Aduanera (CCA).
En 1952, entró en vigor la Convención que establece formalmente el CCA. La sesión inaugural del Consejo, órgano rector del CCA, fue celebrada en Bruselas, el 26 de enero de 1953. Representantes de diecisiete países europeos asistieron a la primera sesión del CCA.

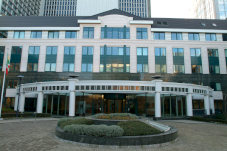
Edificio de la OMA

Después de haber aumentado el número de Miembros, el Consejo adoptó el nombre oficial de Organización Mundial de Aduanas a fin de reflejar con mayor claridad su transición hacia una institución intergubernamental de vocación mundial. Es actualmente la voz de 183 administraciones Miembros que operan en todos los continentes y representan todas las etapas del desarrollo económico. Hoy en día, los Miembros de la OMA son responsables de la administración de más del 98% de la totalidad del comercio internacional.

## Misión
La Organización Mundial de Aduanas desarrolla estándares internacionales, fomenta la cooperación y crea capacidad para facilitar el comercio legítimo, asegurar una recaudación justa de ingresos y proteger a la sociedad, proporcionando liderazgo, orientación y apoyo a las administraciones de aduanas.

## Objetivos
La OMA busca incrementar la eficiencia de las administraciones de Aduanas del mundo, y para llevarla a cabo debe:
- Establecer, aplicar, apoyar y promover instrumentos internacionales para la armonización e implementación uniforme de los procedimientos y sistemas aduaneros simplificados y eficaces, que rigen el movimiento de mercancías, personas y medios de transporte a través de las fronteras aduaneras.
- Potenciar los esfuerzos desplegados por los Miembros para asegurar el cumplimiento de su legislación, tratando de maximizar el nivel de cooperación entre ellos y con otras organizaciones internacionales con el fin de combatir las infracciones aduaneras y otros delitos cometidos a nivel internacional.
- Ayudar a los Miembros a enfrentar los desafíos del actual ambiente de negocios y a adaptarse a las nuevas circunstancias, promoviendo la comunicación y la cooperación entre ellos y con las demás organizaciones internacionales, así como también, favorecer la probidad aduanera, el desarrollo de recursos humanos, la transparencia, el mejoramiento de los métodos de trabajo y de gestión de las administraciones de aduanas y el intercambio de mejores prácticas.[8]

## Organización interna de la OMA
La OMA constituye un foro donde los delegados que representan a una gran variedad de Miembros pueden abordar, sobre una base de igualdad, materias del ámbito aduanero. Cada Miembro tiene un representante con derecho a voto. Los Miembros de la OMA pueden acceder a una amplia gama de convenciones, así como otros instrumentos internacionales, y obtener también beneficios de los servicios de asistencia técnica y de capacitación.
La OMA está administrada por el Consejo y la Comisión de Política (24 Miembros), asesorados financieramente por el Comité de Finanzas (17 Miembros). Esta organización internacional trabaja a través de sus Comités y de su Secretaría, los que se encargan de cumplir las tareas definidas en las actividades claves del Plan Estratégico de ésta, el cual es sometido cada año a la aprobación del Consejo.
Los principales Comités de la OMA son los siguientes:
- Comité Técnico Permanente, incluyendo el Subcomité informático.
- Comité de Lucha contra el Fraude.
- Comité del sistema Armonizado, incluyendo el Subcomité de Revisión del sistema Armonizado y el Subcomité Científico.
- Comité Técnico de Valoración en Aduanas.
- Comité Técnico sobre Reglas de Origen.

## Desarrollos de la OMA
Durante años, la OMA ha realizado avances considerables en materia de armonización de los procedimientos aduaneros internacionales. Sus esfuerzos han tenido un éxito considerable.
La OMA ha desarrollado e introducido el Sistema armonizado de designación y codificación de mercancías, el que es utilizado en el mundo entero como sistema base para la clasificación de las mercancías y el cobro de los derechos de aduanas.
En junio de 1999, el Consejo aprobó la Convención internacional revisada para la simplificación y armonización de los regímenes aduaneros (Convención de Kyoto). Esta Convención revisada es una respuesta al crecimiento de la carga internacional, al increíble desarrollo de la tecnología de la información y a un medio comercial internacional extremadamente competitivo, basado en los servicios de calidad y en la satisfacción del cliente, factores que han producido un conflicto con los procedimientos y los métodos tradicionales de la Aduana.
La OMA administra también el Acuerdo de la OMC sobre valoración, y recientemente ha implementado reglas de origen armonizadas que han sido presentadas a la OMC para su revisión, en ginebra, a fin de que sean finalmente aplicadas por los Miembros.
La OMA, la OMC y la CNUCDE coordinan sus esfuerzos para eliminar las últimas barreras al comercio mediante la simplificación y la armonización de los procedimientos y regímenes aduaneros en el mundo entero. La influencia combinada de la OMA, OMC y CNUCDE contribuirá de manera significativa, tanto a la facilitación del comercio como al cumplimiento de la legislación comercial.
Este compromiso de asociación se refleja también en la colaboración entre la OMA y la Cámara de Comercio Internacional (CCI). Un acuerdo de cooperación entre ambas organizaciones busca normalizar y mejorar el grado de competencia de la Aduana en el mundo entero.

## Resultados
- SG. Brindar liderazgo, orientación y apoyo a las administraciones aduaneras.

La OMA se ha fijado como su principal objetivo estratégico proporcionar liderazgo, orientación y apoyo a sus miembros.
Para este propósito, la OMA se centrará en la entrega de iniciativas que promuevan más facilitación, una recaudación de ingresos mejor y más justa y una mejor protección de la sociedad. La OMA continuará creando, actualizando y promoviendo sus herramientas e instrumentos para los procedimientos aduaneros modernos. La OMA también continuará brindando asistencia técnica a sus Miembros de acuerdo con sus necesidades, y proporcionará orientación y herramientas para profundizar la cooperación.

## Perspectiva de Miembros
- SO1. Facilitación
- SO2. Recaudación de ingresos
- SO3. Protección de la sociedad

La mejora de los procesos de la OMA, a través del desarrollo de estándares internacionales, el refuerzo de la cooperación y la entrega de la creación de capacidades a medida tiene como objetivo proporcionar a los Miembros las herramientas e instrumentos necesarios para proporcionar más facilidades, mejorar la recaudación de ingresos y proteger mejor sociedad. Estos tres objetivos estratégicos están respondiendo a la definición del papel de la Aduana en el mundo de hoy. Como organización global moderna y dinámica, se espera que la OMA brinde a los Miembros diversas iniciativas destinadas a equiparlos para enfrentar los desafíos actuales, pero también los desafíos futuros.
El Plan Estratégico tiene como objetivo responder a las expectativas de los Miembros de la mejor manera posible, enfocando los esfuerzos de la Organización en un cierto número de procesos concretos que permitirán completar la meta principal y los objetivos del Plan Estratégico.

## Procesos de la OMA
Las diversas iniciativas emprendidas con respecto a los objetivos estratégicos detallados anteriormente se llevarán a cabo principalmente a través de tres tipos de actividades, a saber, el desarrollo de normas internacionales, el refuerzo de la cooperación y la provisión de apoyo para el desarrollo de capacidades.
Estándares internacionales
La OMA debe llevar a cabo sus actividades con el objetivo de garantizar que las administraciones aduaneras, como sus principales interesados, se beneficien del desarrollo y la actualización de las normas internacionales, y promuevan la adopción de esas normas en aras de un comercio más seguro, legítimo y una recaudación justa de ingresos. La promoción y el uso de los paquetes clave de la OMA, a saber, el Paquete de Competitividad Económica (ECP), el Paquete de Ingresos (RP), el Paquete de Cumplimiento y Cumplimiento (CEP) y el Paquete de Desarrollo Organizacional (ODP), serán cruciales con respecto al desarrollo, actualización e implementación de estándares internacionales.
- SP1. Paquete de competitividad económica La OMA desarrollará y actualizará instrumentos y herramientas para desbloquear el potencial significativo de modernizar los procedimientos aduaneros mediante la implementación de soluciones de TI, avanzando hacia procedimientos aduaneros eficientes como aquellos que promueven la facilitación del comercio legítimo a través de una estrategia efectiva de gestión de riesgos. Estas herramientas forman parte del Paquete de Competitividad Económica (ECP).

- SP2. Paquete de ingresos La OMA desarrollará y actualizará sus herramientas e instrumentos asociados con la recaudación de ingresos. Mediante la promoción del uso intensivo de soluciones de TI, la OMA guía a sus miembros hacia la recaudación justa de impuestos y aranceles transfronterizos. Estas herramientas forman parte del paquete de ingresos (RP).

- SP3. Paquete de cumplimiento y cumplimiento La OMA desarrollará y actualizará sus herramientas e instrumentos que buscan proteger mejor a la sociedad, teniendo en cuenta el papel de la Aduana como primera línea de defensa. Estas herramientas forman parte del paquete de cumplimiento y cumplimiento (CEP).

- SP4. Paquete de Desarrollo Organizacional La OMA desarrollará y actualizará sus herramientas e instrumentos con el objetivo de proporcionar el apoyo necesario a las administraciones aduaneras que deseen mejorar su capacidad organizativa. Estas herramientas forman parte del Paquete de Desarrollo Organizacional (ODP).

Cooperación
La OMA fomenta la cooperación entre los Miembros y con otras agencias fronterizas a través de la implementación de operaciones conjuntas basadas en el intercambio de información, procedimientos armonizados, el análisis e interpretación de datos y el uso común de tecnologías.
- SP5. Operaciones conjuntas e intercambio de información. El intercambio de información e inteligencia es uno de los pilares de la estrategia de cooperación de la OMA. La OMA continuará fomentando dicho intercambio entre los Miembros. Continuará coordinando operaciones conjuntas entre sus Miembros y con otras agencias para contribuir a combatir el comercio ilícito, el contrabando y el flagelo de la delincuencia organizada transnacional en sectores sensibles y de alto riesgo.

- SP6. Intercambio de conocimientos y mejores prácticas. La OMA fomenta el intercambio de conocimientos y el intercambio de políticas y mejores prácticas a través de la organización de misiones, eventos internacionales y regionales y la promoción de reuniones, talleres y foros de Aduanas.

Creación de capacidad
La OMA, como centro global de excelencia aduanera, desempeña un papel central en el desarrollo, la promoción y el apoyo a la implementación de estándares, procedimientos y sistemas aduaneros modernos, y continuará siendo un líder en el suministro de capacitación y asistencia técnica a sus miembros de acuerdo con a sus necesidades. La OMA también continuará desarrollando y promoviendo herramientas para ayudar a los Miembros a fortalecer su desarrollo organizacional.
- SP7. Asistencia técnica, capacitación y herramientas para la implementación de estándares internacionales. La OMA proporcionará herramientas y desarrollo de capacidades a los miembros de acuerdo con sus necesidades expresadas y / o necesidades identificadas a través de herramientas de medición del desempeño. La OMA ayudará a los Miembros a implementar las herramientas e instrumentos desarrollados para el ECP, RP, CEP y ODP.

- SP8. Asistencia técnica, capacitación y herramientas para el desarrollo de personas. Como parte del ODP, la OMA proporciona herramientas y desarrollo de capacidades a sus miembros de acuerdo con sus necesidades, guiándolos en la implementación de las mejores prácticas organizativas que los ayudan a desarrollar las capacidades de su gente en un ambiente de trabajo sólido al promover el liderazgo, la integridad e innovación, entre otros.

## Aprendizaje y desarrollo para apoyar los procesos de la OMA
- LD1. Investigación y analisis La OMA desarrolla informes de estudios, análisis ambientales y otros documentos que pueden ayudar a sus miembros a alcanzar sus objetivos estratégicos. Los trabajos de investigación y el análisis se centrarán en las principales tendencias, considerando las oportunidades y amenazas para las operaciones aduaneras, y cómo beneficiarse de ellas / mitigarlas. La OMA continuará mejorando sus asociaciones de investigación con el mundo académico y los profesionales.

- LD2. Uso de tecnología y datos. La OMA considerará, en todas sus actividades, el uso de tecnologías y continuará informando a los Miembros sobre los últimos desarrollos en soluciones de TI para procedimientos y objetivos aduaneros. El uso efectivo de los datos, y las metodologías relacionadas para procesarlos y analizarlos, es una tarea central para la Aduana Digital.

- LD3. Elevar el perfil de la OMA y promover el papel de la Aduana A través de la actualización e implementación de una estrategia de comunicación efectiva y el compromiso con otras partes interesadas estratégicas, la OMA promoverá sus herramientas e instrumentos, así como sus principales resultados, y aumentará la conciencia sobre la importancia del papel de la Aduana en el comercio, la seguridad y el mundo. desarrollo económico.

## Capacidad organizativa
- ORG1. Asignación de trabajo especializado y enfocado. La OMA incorpora un grupo de personas altamente especializadas y talentosas, capaces de dirigir las discusiones hacia la definición y actualización de estándares internacionales. El tiempo y los esfuerzos de la Secretaría deben estar en línea con las prioridades establecidas por el Plan Estratégico.

- ORG2. Uso de recursos presupuestarios y responsabilidad La Secretaría de la OMA mantiene un alto nivel de buen gobierno y transparencia, junto con una gestión responsable, efectiva y eficiente de los recursos financieros. La Secretaría de la OMA prepara la propuesta de presupuesto anual para su consideración y aceptación por el Comité de Finanzas. Del mismo modo, se implementa un Plan de Auditoría según lo acordado por el Comité de Auditoría.

## Países miembros
Los 186 Miembros de la OMA (tres cuartas partes de ellos corresponden a países en desarrollo) procesan, en conjunto, más del 98% del comercio mundial.  Se encuentran divididos en 6 regiones:
América del Sur, América del Norte, América Central y el Caribe
Argentina, Antigua y Barbuda, Bahamas, Barbados, Belice, Bermuda, Bolivia, Brasil, Canadá, Chile*, Colombia, Costa Rica, Cuba, Curzao, Estados Unidos, Ecuador, El Salvador, Guatemala, Guyana, Haití, Honduras, Jamaica, México, Nicaragua, Panamá, Paraguay, Perú, República Dominicana , Santa Lucía, Trinidad and Tobago, Uruguay, Venezuela.
Europa
Albania, Alemania, Andorra, Armenia, Austria, Azerbaiyán*, Bielorrusia, Bélgica, Bosnia & Herzegovina, Bulgaria, Croacia, Chipre, República Checa, Dinamarca, Eslovaquia, Eslovenia,  España, Estonia, ex República yugoeslava de Macedonia, Federación de Rusia, Finlandia, Francia, Georgia, Grecia, Hungría, Irlanda, Islandia, Israel, Italia, Kazajistán, Kirguistán, Kosovo, Letonia, Lituania, Luxemburgo, Malta, Moldavia, Montenegro, Noruega, Países Bajos, Polonia, Portugal, Reino Unido, Rumania, Serbia, Suecia, Suiza, Tayikistán, Turkmenistán, Turquía, Ucrania, Unión Europea**,Uzbekistán.
África oriental y meridional
Angola, Botsuana, Burundi, Comoras, Eritrea, Etiopía, Kenia, Lesoto, Madagascar, Malawi*, Mauricio, Mozambique, Namibia, Ruanda, Seychelles, Somalia, Suazilandia, Sudáfrica, Sudán del Sur, Tanzania, Uganda, Yibuti, Zambia, Zimbabue.
África occidental y central
Benín, Burkina Faso, Cabo Verde, Camerún, Congo (República de), Costa de Marfil , Chad,  Gabón, Gambia, Ghana, Guinea, Guinea-Bissau, Liberia, Mali, Mauritania, Níger, Nigeria*, República Centroafricana, República Democrática del Congo, Santo Tomé y Príncipe, Senegal, Sierra Leona, Togo.
África del Norte, Cercano y Medio Oriente
Arabia Saudita, Argelia, Baréin, Egipto, Emiratos Árabes Unidos, Irak, Jamahiriya Árabe Libia, Jordania, Kuwait, Líbano, Marruecos*, Omán, Palestina, Catar, República Árabe Siria, Sudán, Túnez, Yemen.
Extremo Oriente, Asia del Sur y Sudoriental, Australasia e islas del Pacífico
Afganistán (República Islámica de), Australia, Bangladés, Bután, Brunéi Darussalam, Camboya, China, Fiyi*, Hong Kong (China), India, Indonesia, Irán (República Islámica de), Japón, Corea (República de), Laos, Macao (China), Malaysia, Maldivas, Mongolia, Nepal, Nueva Zelanda, Pakistán, Papúa Nueva Guinea, Filipinas, Samoa, Singapur, Sri Lanka, Tailandia, Timor Leste, Tonga, Unión de Myanmar (República de), Vanuatu, Vietnam.

* Vicepresidente y Representante regional
** La Comunidad europea tiene un estatus similar al estatus de Miembro de la OMA